# 岬町立多奈川小学校
岬町立多奈川小学校（みさきちょうりつ たながわしょうがっこう）は、大阪府泉南郡岬町にある公立小学校。
大阪府の最南端および最西端に位置する小学校である。学校には50人収容のプラネタリウムが設置され、理科の授業のほか、地域の幼稚園・保育所の行事や地域住民対象の天文教室でも活用されている。

## 沿革
明治時代初期に当時の日根郡谷川村に設置された堺県第三十三番小学校を起源としている。谷川村は1889年の町村制施行の際に日根郡（のち泉南郡）多奈川村となったが、校名は長い間「谷川小学校」を名乗っていた。1947年の学制改革の際に町の名前をとった「多奈川小学校」へと改称している。
多奈川村には明治時代初期、町村制実施前の旧村（西畑村・東畑村・小島村・谷川村）ごとに学校が設置されていた。旧村が町村制実施により合併して多奈川村になったのちもしばらく、西畑・東畑・小島・谷川の4校が並立していた。村の小学校は後年になり谷川（多奈川）小学校へと統合・集約されている。1908年には西畑尋常小学校・東畑尋常小学校を廃止して谷川尋常高等小学校へと統合し、西畑・東畑の各校は地域の低学年児童を収容する分教場とした。また1927年には小島尋常小学校を統合している。
1906年に高等科を併設した。高等科は1947年の学制改革に伴い廃止され、高等科児童は学制改革に伴って新設された多奈川町立多奈川中学校（廃校・現在は岬町立岬中学校へ統合）へ編入している。

### 年表
- 1873年 - 堺県第33番小学校として創立。
- 1875年 - 日根郡公立谷川小学校に改称。
- 1887年 - 谷川村1250番地に校舎を新築し、日根郡谷川尋常小学校と改称。
- 1896年 - 郡の合併により、泉南郡谷川尋常小学校と称する。
- 1906年 - 高等科を併設。泉南郡谷川尋常高等小学校と改称。
- 1908年 - 西畑尋常小学校・東畑尋常小学校を合併。西畑分教場・東畑分教場とする。
- 1927年 - 小島尋常小学校を合併。
- 1941年 - 国民学校令により、泉南郡谷川国民学校と改称。
- 1947年 -  学制改革により、多奈川町立小学校に改称。
- 1950年 - 町村合併で岬町が発足したことにより、岬町立多奈川小学校に改称。
- 1951年 - 校歌制定。
- 1956年 - 小島分校を開設。
- 1966年 - 西畑分校・東畑分校を廃止し、本校に統合。
- 1980年 - 新校舎が現在地に竣工し、移転。
- 1986年 - 小島分校を廃止し、本校に統合。

## 交通
- 南海多奈川線 多奈川駅 西へ約1.6km。
- 南海本線みさき公園駅または南海多奈川線多奈川駅からミニループバスみさき乗車、多奈川小学校バス停下車。